# Аскеров, Рафик Ашраф оглы
Рафик Ашраф оглы Аскеров (11 мая 1933, Баку — 3 марта 2025) — азербайджанский учёный, доктор медицинских наук, профессор, заслуженный деятель науки. Долгие годы работал в Азербайджанском медицинском университете, занимая должности заведующего кафедрой анатомии человека, декана факультета и проректора.

## Биография
Рафик Аскеров родился 11 мая 1933 года в городе Баку. В 1951 году окончил среднюю школу № 6 с отличными оценками и поступил в Азербайджанский государственный медицинский институт (ныне Азербайджанский медицинский университет) на лечебно-профилактический факультет.
Ещё в студенческие годы проявил интерес к научной деятельности, с 1954 года работал лаборантом, а затем старшим лаборантом на кафедре нормальной анатомии. В 1957 году окончил институт с отличием и поступил в аспирантуру, после чего был избран ассистентом этой же кафедры.
В 1964 году защитил кандидатскую диссертацию и получил учёную степень кандидата медицинских наук. В 1973 году защитил докторскую диссертацию, получив степень доктора медицинских наук, а в 1975 году ему было присвоено звание профессора.
В 1985 году был избран заведующим кафедрой оперативной хирургии и топографической анатомии. В 1990 году вернулся на должность заведующего кафедрой анатомии человека и занимал этот пост до 1995 года. С 1988 по 1993 год был проректором Азербайджанского медицинского университета по научной работе.
В 1995 году по собственному желанию оставил пост заведующего кафедрой, продолжив научно-педагогическую деятельность в качестве профессора и консультанта.
Рафик Аскеров скончался 3 марта 2025 года.

## Научная деятельность
Профессор Рафик Аскеров является автором более 200 научных публикаций, учебных пособий и монографий. Его основные научные исследования посвящены иннервации трахеи и бронхов, морфофункциональным особенностям лёгких, миелогенезу и миелоархитектонике. Под его руководством более 10 исследователей защитили кандидатские и докторские диссертации.
Долгие годы был заместителем председателя Диссертационного совета по морфологическим наукам, а также членом Экспертного совета Высшей аттестационной комиссии при Президенте Азербайджанской Республики. Участвовал в конгрессах Всесоюзного общества анатомов, гистологов и эмбриологов, научных конференциях стран СНГ и конференциях морфологов Южного Кавказа.

## Награды и почётные звания
- Многократно награждён почётными грамотами Министерства здравоохранения Азербайджанской Республики и ректората АМУ.
- В 2000 году награждён медалью «Прогресс».
- В 2007 году удостоен почётного звания «Заслуженный деятель науки».
- В 2019 году награждён юбилейной медалью «100-летие Азербайджанской Демократической Республики (1918—2018)».